# Савинское месторождение (Архангельская область)
Савинское месторождение — месторождение глин и известняков, используемых для цементного производства. Расположено рядом с посёлком Савинский Плесецкого района Архангельской области. Государственным запасом учтены три участка Савинского месторождения известняков — Огарковский, Шестовский, Левобережный участки; и два участка Савинского месторождения глин — участки Шелекса, Тимме. Участки названы именами располагающихся поблизости населённых пунктов — Шестово и Шелекса.

## Эксплуатация месторождения
Единственным эксплуатантом Савинского месторождения является ООО «Савинское карьероуправление». На апрель 2011 года организация имеет три лицензии на право пользования недрами Савинского месторождения известняков:
- для добычи известняков для цементного производства на Огарковском участке Савинского месторождения;
- для разведки и добычи известняков для цементного производства на Левобережном участке Савинского месторождения;
- для добычи известняков для цементного производства на блоке XVI-C1 Шестовского участка Савинского месторождения.

Огарковский участок Савинского месторождения известняков и участок Шелекса Савинского месторождения глин до 2006 года составляли сырьевую базу ЗАО «Савинский цементный завод». С 2007 года Савинским карьероуправлением началась добыча глин месторождения Шелекса—Южная, а в 2008 году участок Шелекса был законсервирован в связи с истечением срока действия лицензии.
Балансовые запасы известняков на 1 января 2011 года составляют 106 066 тыс. тонн, из них 65 408 тыс. тонн находятся в нераспределенном фонде.
К промышленному освоению подготавливаются участки Савинского месторождения известняков: Левобережный участок (находится на стадии разведки) и блок XVI—C1 Шестовского участка (на стадии подготовки технического проекта разработки).
| Участок                  | 2004  | 2005   | 2006   | 2007    | 2008          | 2009          | 2010          |
| ------------------------ | ----- | ------ | ------ | ------- | ------------- | ------------- | ------------- |
| Огарковский (известняки) | 813,0 | ▲939,7 | ▼793,8 | ▲1045,5 | ▼612,1        | ▼404,6        | ▼387,6        |
| Шелекса (глины)          | 173,1 | ▲198,4 | ▲199,8 | ▼157,3  | в консервации | в консервации | в консервации |

## Географические координаты
В объявлении от 20 апреля 2005 года Территориального агентства по недропользованию Архангельской области об организации аукциона на право пользования недрами Северо-Огарковского участка, Левобережного участка и Блока XVI-С1 Шестовского участка Савинского месторождения были указаны следующие координаты угловых точек участков:
| Северо-Огарковский участок | Северо-Огарковский участок      |
| -------------------------- | ------------------------------- |
| 1                          | 63°00′00″ с. ш. 40°07′40″ в. д. |
| 2                          | 63°00′00″ с. ш. 40°10′00″ в. д. |
| 3                          | 62°58′12″ с. ш. 40°09′10″ в. д. |
| 4                          | 62°58′08″ с. ш. 40°08′00″ в. д. |
| 5                          | 62°58′12″ с. ш. 40°07′50″ в. д. |
| 6                          | 62°58′50″ с. ш. 40°08′20″ в. д. |

| Левобережный участок | Левобережный участок            |
| -------------------- | ------------------------------- |
| 1                    | 62°59′20″ с. ш. 40°01′50″ в. д. |
| 2                    | 62°59′20″ с. ш. 40°02′50″ в. д. |
| 3                    | 62°58′30″ с. ш. 40°04′00″ в. д. |
| 4                    | 62°56′55″ с. ш. 40°04′00″ в. д. |
| 5                    | 62°56′55″ с. ш. 40°02′30″ в. д. |
| 6                    | 62°57′45″ с. ш. 40°01′40″ в. д. |
| 7                    | 62°58′25″ с. ш. 40°02′40″ в. д. |

| Блок XVI-С1 Шестовского участка | Блок XVI-С1 Шестовского участка |
| ------------------------------- | ------------------------------- |
| 1                               | 62°56′55″ с. ш. 40°02′30″ в. д. |
| 2                               | 62°56′55″ с. ш. 40°04′00″ в. д. |
| 3                               | 62°56′15″ с. ш. 40°04′00″ в. д. |
| 4                               | 62°56′15″ с. ш. 40°01′40″ в. д. |